# チェロ交響曲
チェロ交響曲（英語：Cello Symphony）作品68は、ベンジャミン・ブリテンが作曲したチェロ協奏曲。正式な題名は『チェロと管弦楽のための交響曲』（Symphony for Cello and Orchestra）。ムスティスラフ・ロストロポーヴィチに献呈され、その独奏とモスクワ・フィルハーモニー管弦楽団との共演によって1964年3月12日に世界初演が行われた。実質的にはチェロ協奏曲に他ならないが、「交響曲」の名称は、伝統的な協奏曲の定石に比べて、独奏楽器とオーケストラが互角に渡りあうことにちなんでいる。また以下のように、3楽章制でなく4楽章制を採るところも交響曲風だが、最後の2楽章はチェロのカデンツァによって結合されている。
1. Allegro maestoso
2. Presto inquieto
3. Adagio - cadenza ad lib.
4. パッサカリア： Andante allegro

## 備考
- プロコフィエフの『交響的協奏曲』も、事実上チェロ協奏曲である。これはチェロ協奏曲第1番の改作であるが、ブリテンの作品と同じく献呈を受けたロストロポーヴィチにより初演された。また、ロストロポーヴィチは改作にも協力している。
- ツヴィリヒの作品にもブリテンと同じく『チェロ交響曲』と題する作品があり、これも実際にはチェロ独奏の活躍が目立っている。
- 「交響曲」と付けられているが実質的に協奏曲あるいはそれに近い作品には他に『イタリアのハロルド』（ヴィオラ協奏曲）、『スペイン交響曲』（ヴァイオリン協奏曲）、『フランス山人の歌による交響曲』（ピアノ協奏曲に近い）、シマノフスキの交響曲第4番（ピアノ独奏が目立っており、協奏交響曲と呼ばれることもある）などがある。